# Seznam dílů seriálu Aaron Stone
Toto je seznam dílů seriálu Aaron Stone. Americký televizní seriál Aaron Stone má 35 dílů. Vysílala ho stanice Jetix od roku 2009 a později Disney Channel.

## Přehled řad
| Řada | Díly | Premiéra v USA | Premiéra v USA    | Premiéra v ČR | Premiéra v ČR |
| Řada | Díly | První díl      | Poslední díl      | První díl     | Poslední díl  |
| ---- | ---- | -------------- | ----------------- | ------------- | ------------- |
| 1    | 21   | 1. února 2009  | 7. listopadu 2009 | 2009          | 2010          |
| 2    | 14   | 24. února 2010 | 30. července 2010 | ? 2010        | ? 2010        |

## Seznam dílů

### První řada (2009)
| Č. v seriálu | Č. v řadě | Původní název                  | Český název | Premiéra v USA     | Premiéra v ČR      |
| ------------ | --------- | ------------------------------ | ----------- | ------------------ | ------------------ |
| 1            | 1         | Hero Rising (Part 1 & 2)       |             | 28. února 2009     |                    |
| 2            | 2         |                                |             |                    |                    |
| 3            | 3         | First Strike                   |             | 23. února 2009     |                    |
| 4            | 4         | Time Out                       |             | 2. března 2009     |                    |
| 5            | 5         | Rockin' The Free World         |             | 9. března 2009     | 14. listopadu 2009 |
| 6            | 6         | From Hero to Xero              |             | 16. března 2009    |                    |
| 7            | 7         | Not So Friendly Skies (Part 1) |             | 23. března 2009    |                    |
| 8            | 8         | Not So Friendly Skies (Part 2) |             | 30. března 2009    |                    |
| 9            | 9         | In Hall We Trust               |             | 13. dubna 2009     |                    |
| 10           | 10        | My Two S.T.A.N.s               |             | 20. dubna 2009     | 23. ledna 2010     |
| 11           | 11        | Xero Control                   |             | 22. června 2009    |                    |
| 12           | 12        | Cloudy with a Chance of Ninjas |             | 29. června 2009    |                    |
| 13           | 13        | Hunt Me? Hunt You!             |             | 6. července 2009   |                    |
| 14           | 14        | Beastland                      |             | 13. července 2009  |                    |
| 15           | 15        | Chuck or Charlie               |             | 20. července 2009  |                    |
| 16           | 16        | Mind Games                     |             | 27. července 2009  |                    |
| 17           | 17        | My Stakeout with S.T.A.N.      |             | 3. srpna 2009      |                    |
| 18           | 18        | Dreamcast                      |             | 7. října 2009      |                    |
| 19           | 19        | S.T.A.N. By Me                 |             | 4. listopadu 2009  |                    |
| 20           | 20        | Saturday Night Fever           |             | 18. listopadu 2009 |                    |
| 21           | 21        | Game On                        |             | 27. listopadu 2009 |                    |

### Druhá řada (2010)
| Č. v seriálu | Č. v řadě | Původní název               | Český název | Premiéra v USA    | Premiéra v ČR |
| ------------ | --------- | --------------------------- | ----------- | ----------------- | ------------- |
| 21           | 1         | Damage Control              |             | 24. února 2010    |               |
| 22           | 2         | In The Game of The Father   |             | 10. března 2010   |               |
| 23           | 3         | Gauntlet, But Not Forgotten |             | 24. března 2010   |               |
| 24           | 4         | Photography                 |             | 31. března 2010   |               |
| 25           | 5         | Face-Off                    |             | 7. dubna 2010     |               |
| 26           | 6         | My Own Private Superhero    |             | 14. dubna 2010    |               |
| 27           | 7         | Resident Weevil             |             | 16. června 2010   |               |
| 28           | 8         | Run Aaron, Run              |             | 23. června 2010   |               |
| 29           | 9         | Pack-Man                    |             | 30. června 2010   |               |
| 30           | 10        | Tracker & Field             |             | 7. července 2010  |               |
| 31           | 11        | Metal Gear Liquid           |             | 14. července 2010 |               |
| 32           | 12        | Sparks                      |             | 21. července 2010 |               |
| 33           | 13        | Mutant Rain (Part 1)        |             | 28. července 2010 |               |
| 34           | 14        | Mutant Rain (Part 2)        |             | 30. července 2010 |               |